# Nomina Nova Generis Dactylorhiza
Nomina Nova Generis Dactylorhiza (abreviado Nom. Nov. Gen. Dactylorhiza) es un libro con ilustraciones y descripciones botánicas que fue escrito por el botánico, y pteridólogo húngaro Rezső Soó y publicado en Budapest en el año 1962, con el nombre de Nomina nova generis Dactylorhiza (Combinationes novae ab auctore in: Annales Univ.Scient.Budapest Sect.Biol.5 (1960) non jure pleno publicatae).